# Expérience de Asch
L'expérience de Asch publiée en 1951 est une expérience du psychologue Solomon Asch qui démontre le pouvoir du conformisme sur les décisions d'un individu au sein d'un groupe.

## Description de l'expérience
En 1951, Asch invite dans son laboratoire un groupe d'étudiants (entre 7 et 9) de 17 à 25 ans à participer à un prétendu test de vision auquel ont été soumis auparavant des sujets témoins qui n'ont eu aucun mal à donner la bonne réponse. Tous les participants sont complices de l'expérimentateur, sauf un. L'expérience a pour objet réel d'observer comment cet étudiant (le sujet « naïf ») réagit au comportement des autres.
Les complices et le sujet sont assis dans une pièce et on leur demande de juger la longueur de plusieurs lignes tracées sur une série d'affiches. À gauche, une ligne modèle, et à droite, 3 autres lignes. Chacun doit dire laquelle de ces 3 lignes sur la droite est égale en longueur à la ligne de gauche,. Ce que ne sait pas le sujet, c'est que, peu avant que l’expérience ne commence, l’expérimentateur a donné des instructions aux complices : au début, c'est-à-dire aux 6 premiers essais, ils doivent donner la bonne réponse, mais lors des 12 suivants, ils doivent donner unanimement une même fausse réponse,. Le sujet « naïf » est l’avant-dernier à répondre. Asch reconnait que celui-ci est surpris des réponses énoncées par ses acolytes. Au fur et à mesure des essais, il devient de plus en plus hésitant sur ses propres réponses.
L'expérience est réitérée avec un seul comparse, lequel est positionné en premier. Après lui, plusieurs sujets ignorant le véritable objectif de l'expérience alignent également leur réponse sur celle de ce comparse. L'attitude de ce dernier "sûr de lui, avec une voix ferme" a une influence particulièrement marquée sur les réponses des sujets.
Les résultats de cette expérience montrent que la plupart des sujets répondent correctement sans influence extérieure, mais qu'ils se conforment à 37 % aux mauvaises réponses soutenues à l'unanimité par des complices ou par un comparse unique, et que 75 % des sujets se conforment au moins une fois. Les sujets sont même amenés à soutenir des réponses allant contre l'évidence et contre leur propre vue (voir les expériences filmées), pour affirmer par exemple que deux lignes ont la même longueur, alors que l'écart est très visible car supérieur à 5 cm. La situation créée pour contrôle montre un facteur d'erreur de  0,0045 % de la part des participants.
Les différents « sujets » de cette expérience ont fréquemment témoigné, interrogés dans l'après-coup, de leur sentiment de confusion, d'anxiété ou de stress. D'autres avaient refoulé ces émotions contradictoires et pensaient simplement s'être trompés.
Après l'annonce des résultats, le sujet attribue parfois sa piètre performance à sa propre « mauvaise vue ». Ceci rejoint dans une certaine mesure l'expérience de Milgram où le sujet se décharge totalement de sa responsabilité (attitude et comportement) sur l'expérimentateur. Dans les deux cas, le sujet se dédouane de la responsabilité de ses décisions et de ses actes (facteur interne) sur un facteur externe.

## Variantes
L’expérience de Asch met en jeu différents facteurs. L’auteur s'est demandé ce qui peut se passer s’il fait varier certains paramètres :
- la taille du groupe : on fait varier le nombre de participants de 1 à 15 personnes. Asch remarque que, face à une seule personne, le sujet maintient son avis indépendant. Lorsqu’il est face à deux autres personnes, 14 % des sujets acceptent la mauvaise réponse. Quand l'avis émane de trois personnes, le taux de conformisme s’élève à 32 %. Asch conclut dès lors qu’un nombre de 3 à 4 complices suffit pour que le taux de conformisme plafonne. Celui-ci commence à baisser quand le  nombre de complices dépasse 7[5] ;
- l'unanimité du groupe : dans cette variante, le sujet « naïf » est soutenu par un partenaire de confiance. Dans une condition, ce partenaire était également naïf et dans l’autre, on lui avait demandé de donner les réponses correctes. Les résultats ont montré que lorsqu'il n'y avait pas unanimité parmi les complices, le taux de conformisme diminuait. En effet, les sujets « naïfs » s'émancipaient du groupe pour soutenir la réponse vraie, mais dissidente et contrariante pour le groupe[1],[2] ;
- toutefois, ne sachant pas exactement si c’est la simple présence d’un autre partenaire ou l’exactitude de sa réponse qui joue un rôle dans la diminution du taux de conformisme, Asch teste une nouvelle condition. Dans celle-ci, le partenaire se détache de la majorité mais également du sujet « naïf » car il donne une autre mauvaise réponse. Les résultats montrent également une diminution du taux de conformisme[2] ;
- retrait d’un vrai partenaire : le sujet « naïf » se sent soutenu par le partenaire qui répond également correctement. Après quelques essais, on lui demande de se rallier à la majorité. Asch s'attend à ce que le sujet « naïf » maintienne son indépendance vis-à-vis de la majorité lorsqu'il est à nouveau seul. Les résultats montrent cependant que le taux de conformisme augmente à la suite de la perte du partenaire[1],[2].

## Autres facteurs qui influencent le conformisme
D’autres facteurs ont été identifiés comme pouvant également influencer le conformisme d’un individu.
| Facteurs                   | Aspects étudiés                                                     |
| -------------------------- | ------------------------------------------------------------------- |
| Stimulus                   | Ambiguïté                                                           |
| Caractéristiques du groupe | Taille Attrait Unanimité Cohésion                                   |
| Traits de personnalité     | Besoin d’affiliation Estime de soi Personnalité de type autoritaire |
| Culture                    | Collectiviste ou individualiste                                     |
| Réponse                    | Publique ou privée                                                  |
| Sexe                       | Masculin ou féminin                                                 |

- Ambiguïté du stimulus : Crutchfield (1955)[6] a constaté que lorsque les sujets étaient face à des stimuli ambigus, cela augmentait leur taux de conformisme. En effet, lorsqu'ils pensent qu'ils ne sont pas compétents, les sujets ont moins tendance à affronter la majorité. Toutefois, dans le cas de l’expérience de Asch, le stimulus avait été testé auparavant et avait été reconnu comme non ambigu[7].
- Caractéristiques du groupe : en plus de la taille et de l’unanimité du groupe, son attrait ainsi que sa cohésion peuvent également expliquer le conformisme.
- L'attrait du groupe : plusieurs auteurs ont mis en avant qu’un individu qui se sent attiré par un groupe, aura plus de chance de se conformer aux normes qu’il préconise[8],[9].
- La cohésion du groupe : lorsqu’un groupe est très cohésif, il a également plus d’influence sur ses membres[10], ce qui peut expliquer un plus haut taux de conformisme[11].
- Besoin d’affiliation : certains auteurs ont montré que plus le besoin d’affiliation (besoin de se faire aimer des autres) est important pour un individu, plus il se conformera[12]. Il en est de même lorsqu’il a une faible estime de soi[13] ou lorsqu’il accorde une grande importance à l’harmonie sociale, aux rapports interpersonnels[14] et à son image[15],[16] car il craint la désapprobation sociale[11].
- Personnalité de type autoritaire : plusieurs auteurs ont mis en évidence que les individus qui ont une « personnalité autoritaire » seraient plus sensibles à l’influence sociale. Leur volonté de respecter les conventions, les normes et le pouvoir pourrait expliquer cette tendance[6],[17],[18].
- Culture : selon plusieurs auteurs, le conformisme peut varier selon la culture et plus précisément si la culture est individualiste ou collectiviste[19],[20],[21]. Selon Triandis[22], les cultures collectivistes mettent l’accent sur l’importance du groupe comme entité et attachent peu d’importance au développement d’une personnalité autonome. Ceci permet d’expliquer pourquoi le conformisme n’est pas perçu comme une réponse à la pression sociale, mais comme un signe de maturité, en accord avec leurs valeurs[11]. En effet, le conformisme témoigne du fait que la personne est responsable et consciente de son lien avec la communauté[21]. Les cultures individualistes mettent quant à elle l’accent sur l’initiative individuelle et l’indépendance d’esprit qui importent beaucoup dans la culture nord-américaine par exemple[21]. Whittaker et Meade[23] ont répliqué l’expérience de Asch dans plusieurs pays et ont découvert des taux de conformisme assez similaires (31 % au Liban, 32 % à Hong Kong, 34 % au Brésil, 51 % chez les Bantous du Zimbabwe). Cependant, les répliques mises en œuvre 20 ans plus tard ont montré moins de conformité[24],[25].
- Réponse : lorsqu’ils doivent répondre en présence des autres (publiquement), les individus ont une plus grande tendance à se conformer que lorsqu’ils peuvent écrire leurs réponses en privé[1].
- Sexe : Eagly et Carli[26] ont mis en avant que les femmes avaient légèrement tendance à se conformer davantage que les hommes.